# Хангиль
Ханги́ль (кор. 한글) — корейська фонематична абетка. Її характерною особливістю є те, що літери абетки об'єднуються у групи, які приблизно відповідають складам.

## Назва

### Офіційні назви

Хангиль

1. Сучасна назва «хангиль» була запроваджена Чу Сігьоном 1912 року. Вона одночасно означає «велика писемність» давньокорейською і «корейська писемність» сучасною корейською мовою. Ханчею цю назву записати не можна, хоча перший склад, хан (한), що використовується в значенні «корейський», може бути записаний як 韓. Склад 글 у свій час виник від ієрогліфа 契, але зараз у такому вигляді записаний бути не може, оскільки натуралізувався в корейській мові.
2. В Північній Кореї поширена назва «чосонгиль» (кор. 조선글), що відповідає іншій назві країни.
3. Деякі вчені вважають, що первинно алфавіт називався «хунмін чоним» (кор. 훈민정음, 訓民正音)

### Інші назви
- Чосонгиль (조선글), «чосонське письмо» — використовується у Північній Кореї у зв'язку з прийнятою самоназвою Кореї — «Чосон» (조선).
- Урігиль (우리글), «наше письмо» — назва, яка використовується і в Північній, і в Південній Кореї.

До початку ХХ століття в літературі хангиль практично не використовувалася, вважалася занадто простою. Замість неї використовували ханчу — письмо, що базується на китайських ієрогліфах. Літературна еліта Кореї називала хангиль зневажливо:
- Онмун (кор. 언문, 諺文; «народне письмо»).
- Амгиль (암글; «жіноче письмо»). 암, можливо, походить від ієрогліфа 陰, інь, який у позиції перед іменником означає жіночий рід.
- Ахеткиль або Ахегиль (아햇글 або 아해글; «дитяче письмо»).

Проте ці назви нині вважаються застарілими. Ханча рідко використовується в Південній Кореї і практично не вживається в Північній.

## Історія
Першою і довгий час єдиною писемною мовою в Кореї була китайська.
За часів держави Корьо було розроблено систему письма «хянчхаль» [hjaŋ.ʦʰal] 향찰 / 鄕札 (місцеві літери) з метою запису корейських текстів китайськими ієрогліфами.
Міністр Соль Чхон (薛聰) близько 692 року винайшов, чи скоріше систематизував, адміністративний шрифт «Ріду». Цією системою записували переважно власні імена, пісні та вірші, а також маргіналії (нотатки на берегах) в китайськомовних текстах. Корейські слова записувалися або китайськими знаками з подібним значенням за принципом ребуса, або китайськими знаками, що мали подібну вимову.
У XIII столітті використовувалася система спрощених китайських ієрогліфів, яка називалася «куґьоль» [ku.ɡjəl] 구결 / 口訣 або «тхо» [tʰo] 토 / 吐 й слугувала для нотаток на берегах китайських текстів або для фонетичного відтворення корейських складів.
Абетка хангиль з 17 приголосних та 11 голосних була створена корейськими вченими в 1443 році на замовлення четвертого короля династії Чосон Седжона Великого.
Хангиль, подібно до індійських різновидів писемності, є фонетичним (кожному звукові відповідає свій знак). Форма знаків була розроблена незалежно від інших алфавітів, проте деякі з них схожі на знаки деванагарі.
За легендою король Седжон винайшов візуальне вирішення знаків після огляду заплутаної риболовецької сіті, проте ці спекуляції було спростовано після виявлення в 1940 році документу від 1446 року «Хунмін Чонім Хере» («Пояснення і приклади „Хунмін Чонім“»). Цей документ пояснює дизайн букв, що позначають приголосні звуки, з позицій фонетики артикуляції, а дизайн літер, що позначають голосні, — з позицій філософії інь і ян і гармонії голосних.
Король Седжон пояснював, що він створив нову писемність тому, що корейська мова відрізняється від китайської, і використанню китайських ієрогліфів дуже важко навчитися простому людові. У той час грамоті виучувалися лише чоловіки, що належали до аристократичного прошарку суспільства («янбани»), а більшість корейців були неписьменні. Хангиль зустрів серйозний опір з боку літературної еліти, яка визнавала лише ханчу як писемність. Типовий приклад такого опору — протест Чхве Маллі та інших конфуціанських філософів у 1444 році.
Проєкт створення алфавіту було закінчено в кінці 1443 — початку 1444 року, і він був опублікований 1446 року під назвою «Хунмін Чонім» («Повчання народові про правильні звуки»). Алфавіт було названо за назвою цієї книги. Дата виходу в світ «Хунмін Чонім», 9 жовтня, святкується як День хангилю в Південній Кореї. Північнокорейський аналог святкується 15 січня. Паралельно до «Хунмін Чонім» з'явився коментар «Пояснення і приклади правильних звуків для навчання народу» (訓民正音解例). Обидві книги було написано китайською мовою.
Першою книгою, що була написана новою абеткою, стала збірка «Пісні дракона, що летить з неба» (龍飛御天歌), в якій оспівано заснування династії Чосон:
1449 року була надрукована металевими літерами перша книга абеткою хангиль, але вона не збереглася.
Пізніше уряд країни охолов до хангилю. Йонсангун, десятий король династії Чосон, 1504 року заборонив вивчення хангиля і наклав заборону на використання хангиля як канцелярського письма, а король Чунджон в 1506 році скасував міністерство Онмун (народного письма). Згодом хангиль використовувався переважно жінками та людьми, що не знали китайської.
У кінці XIX століття після спроб Японії поширити свій вплив на Корейському півострові в країні піднявся національний рух. Хангиль став національним символом. Після реформи Кабо (кор. 갑오 개혁, 甲午改革) в 1894 році хангиль вперше з'явився в офіційних документах. Після анексії Кореї Японією в 1910 році хангиль стали викладати в школах при протидії японській окупації, що проводила політику культурної асиміляції. Проте згодом, в роки японського колоніального правління, хангиль став стандартною мовою публікацій, наприклад, стандартна система хангиля від 29 жовтня 1933 року. 1940 року була опублікована система транскрибування хангиля на інші мови. В цей час корейська писемність була сумішшю ханчі й хангиля, на зразок змішаної японської системи, — лексичне коріння записувалося на ханчі, а граматичні форми на хангилі.
Після здобуття незалежності від Японії 1945 року Корея стала використовувати хангиль як офіційне письмо. Змішана система з тих пір здала позиції. Сьогодні вкраплення на ханчі можна знайти в заголовках газет, гаслах, назвах ресторанів.
У середині 1950-х років професор О. О. Холодович розробив систему транскрипції хангиля з використанням кирилиці. Незабаром ця система була доопрацьована радянським і російським кореєзнавцем Львом Концевичем і дістала назву Система Концевича.

## Форма чамо

### Приголосні
У таблиці нижче подано приголосні з транскрипцією Концевича (Кон.), Макк'юна-Райшауера- (MR), Єльською транскрипцією (Yale) та за «новою романізацією» (RR), запровадженою Південнокорейським міністерством культури й туризму.
| Літера | Фонема     | Назва                                                       | Кон.   | MR         | Yale   | RR     | Написання       |
| ------ | ---------- | ----------------------------------------------------------- | ------ | ---------- | ------ | ------ | --------------- |
| ㄱ     | /k/        | 기윽 [ki.ɯk̚] кіик 기역 [ki.jʌk̚], кійок                      | к / г  | k / g      | k      | g / k  | Schreibweise k  |
| ㄴ     | /n/        | 니은 [ni.ɯn] ніин                                           | н      | n          | n      | n      | Schreibweise n  |
| ㄷ     | /t/        | 디읃 [ti.ɯt̚] тіит 디귿 [ti.ɡɯt̚], тігит                      | т / д  | t / d      | t      | d / t  | Schreibweise t  |
| ㄹ     | /l/        | 리을 [ɾi.ɯl] ріиль                                          | р / ль | r / l      | l      | r / l  | Schreibweise l  |
| ㅁ     | /m/        | 미음 [mi.ɯm] міим                                           | м      | m          | m      | m      | Schreibweise m  |
| ㅂ     | /p/        | 비읍 [pi.ɯp̚] піип                                           | п / б  | p / b      | p      | b / p  | Schreibweise p  |
| ㅅ     | /s/        | 시읏 [si.ɯt̚] сіит 시옷 [ɕi.ot̚] сіот                         | с      | s          | s      | s      | Schreibweise s  |
| ㅇ     | /ŋ/ (/Ø/)  | 이응 [i.ɯŋ] іин                                             | – / н  | – / ng     | – / ng | – / ng | Schreibweise ng |
| ㅈ     | /ʦ/ /tɕ/   | 지읒 [ʦi.ɯt̚] чіит                                           | ч / дж | ch / j / t | c      | j / t  | Schreibweise ʦ  |
| ㅊ     | /ʦʰ/ /tɕʰ/ | 치읓 [ʦʰi.ɯt̚] чхіит                                         | чх     | ch’ / t    | ch     | ch / t | Schreibweise ʦʰ |
| ㅋ     | /kʰ/       | 키읔 [kʰi.ɯk̚] кхіик                                         | кх     | k’ / k     | kh     | k      | Schreibweise kʰ |
| ㅌ     | /tʰ/       | 티읕 [tʰi.ɯt̚] тхіит                                         | тх     | t’ / t     | th     | t      | Schreibweise tʰ |
| ㅍ     | /pʰ/       | 피읖 [pʰi.ɯp̚] пхіип                                         | пх     | p’ / p     | ph     | p      | Schreibweise pʰ |
| ㅎ     | /h/        | 히읗 [hi.ɯt̚] хіит                                           | х / —  | h / —      | h      | h / —  | Schreibweise h  |
| ㄲ     | /k͈/        | 된기윽 [tøːn.ɡi.ɯk̚] твенгіик 쌍기역 [s͈aŋ.ɡi.jʌk̚] ссангіджок | кк / к | kk / k     | kk     | kk / k |                 |
| ㄸ     | /t͈/        | 된디읃 [tøːn.di.ɯt̚] твендіит 쌍디귿 [s͈aŋ.di.ɡɯt̚] ссандігит  | тт / т | tt / t     | tt     | tt / t |                 |
| ㅃ     | /p͈/        | 된비읍 [tøːn.bi.ɯp̚] твенбіип 쌍비읍 [s͈aŋbiɯp̚] ссанбіип      | пп / п | pp / p     | pp     | pp / p |                 |
| ㅆ     | /s͈/        | 된시읏 [tøːn.si.ɯt̚] твенсіит 쌍시옷 [s͈aŋɕiot̚] ссансіот      | сс / т | ss / t     | ss     | ss / t |                 |
| ㅉ     | /ʦ͈/ /tɕ/   | 된지읒 [tøːn.ʣi.ɯt̚] твенджіит 쌍지읒 [s͈aŋdʑiɯt̚] ссанджіит   | чч / т | cch / t    | cc     | jj / t |                 |

У таблиці наведено послідовність, яка прийнята у Північній Кореї.
У Південній Кореї використовуються різні послідовності абетки. Всі вони базуються на такій схемі:
| ㄱ (ㄲ)   | ㄴ  | ㄷ (ㄸ)   | ㄹ  | ㅁ  | ㅂ (ㅃ)   | ㅅ (ㅆ)   | ㅇ      | ㅈ (ㅉ)   | ㅊ   | ㅋ   | ㅌ   | ㅍ   | ㅎ  |
| ‹k› (‹k͈›) | ‹n› | ‹t› (‹t͈›) | ‹l› | ‹m› | ‹p› (‹p͈›) | ‹s› (‹s͈›) | ‹ŋ›/‹Ø› | ‹ʦ› (‹ʦ͈›) | ‹ʦʰ› | ‹kʰ› | ‹tʰ› | ‹pʰ› | ‹h› |

### Голосні
Голосні та їхні поєднання не мають окремих назв. Довжина голосних у корейській мові важлива для розрізнення значень слів, проте на письмі довжина голосних не передається.
| Літера | Фонема | MR  | Yale | RR  | Написання        |
| ------ | ------ | --- | ---- | --- | ---------------- |
| ㅏ     | /a/    | a   | a    | a   | Schreibweise a   |
| ㅑ     | /ja/   | ya  | ya   | ya  | Schreibweise ya  |
| ㅓ     | /ə/    | ŏ   | e    | eo  | Schreibweise ə   |
| ㅕ     | /jə/   | yŏ  | ye   | yeo | Schreibweise yeo |
| ㅗ     | /o/    | o   | o    | o   | Schreibweise o   |
| ㅛ     | /jo/   | yo  | yo   | yo  | Schreibweise yo  |
| ㅜ     | /u/    | u   | wu   | u   | Schreibweise u   |
| ㅠ     | /ju/   | yu  | yu   | yu  | Schreibweise yu  |
| ㅡ     | /ɯ/    | ŭ   | u    | eu  | Schreibweise ŭ   |
| ㅣ     | /i/    | i   | i    | i   | Schreibweise i   |
| ㅐ     | /ɛ/    | ae  | ay   | ae  | Schreibweise ɛ   |
| ㅒ     | /jɛ/   | yae | yay  | yae | Schreibweise yae |
| ㅔ     | /e/    | e   | ey   | e   | Schreibweise e   |
| ㅖ     | /je/   | ye  | yey  | ye  | Schreibweise ye  |
| ㅚ     | /ø/    | oe  | oy   | oe  |                  |
| ㅟ     | /y/    | ue  | wi   | wi  |                  |
| ㅢ     | /ɰi/   | ŭi  | uy   | ui  |                  |
| ㅘ     | /wa/   | wa  | wa   | wa  |                  |
| ㅝ     | /wə/   | wŏ  | we   | wo  |                  |
| ㅙ     | /wɛ/   | wae | way  | wae |                  |
| ㅞ     | /we/   | we  | wey  | we  |                  |

У таблиці наведено послідовність літер, яка прийнята у Північній Кореї, тоді як у Південній Кореї використовується така послідовність:
| ㅏ  | ㅐ  | ㅑ   | ㅒ   | ㅓ  | ㅔ  | ㅕ   | ㅖ   | ㅗ  | ㅘ   | ㅙ   | ㅚ  | ㅛ   | ㅜ   | ㅝ   | ㅞ   | ㅟ  | ㅠ   | ㅡ  | ㅢ   | ㅣ  |
| ‹a› | ‹ɛ› | ‹ja› | ‹jɛ› | ‹ə› | ‹e› | ‹jə› | ‹je› | ‹o› | ‹wa› | ‹wɛ› | ‹ø› | ‹jo› | ‹ju› | ‹wə› | ‹we› | ‹y› | ‹yu› | ‹ɯ› | ‹ɰi› | ‹i› |

## Склад абетки
Елементи хангиля називаються чамо (кор. 자모, 字母) або нассорі (кор. 낱소리). Ча (з кит.: 字 цзи) означає «буква», а мо (з кит.: 母 му) перекладається як «мама». Чамо — основні блоки, з яких побудована корейська писемність.
Всього існує 51 чамо, 24 з яких еквівалентні буквам звичайного алфавіту. Інші 27 чамо є комбінаціями з двох або трьох букв (диграфи і триграфи). З 24 простих чамо чотирнадцять є приголосними (чаим, кор. 자음, 子音 «дитячі звуки»), а останні десять є голосними (моим, кор. 모음, 母音 «материнські звуки»). З шістнадцяти диграфів п'ять сильних приголосних утворюються зі здвоєних простих приголосних (див. нижче), а останні одинадцять формуються з різних букв. Десять голосних чамо з'єднуються в одинадцять дифтонгів. Далі даний повний склад алфавіту:
- 14 простих приголосних: ㄱㄴㄷㄹㅁㅂㅅㅇㅈㅊㅋㅌㅍㅎ, а також застарілі ㅿㆁㆆㅱㅸㆄ
- 5 подвійних приголосних: ㄲㄸㅃㅆㅉ, а також застарілі ㅥㆀㆅㅹ
- 11 диграфів: ㄳㄵㄶㄺㄻㄼㄽㄾㄿㅀㅄ, а також застарілі ㅦㅧㅨㅪㅬㅭㅮㅯㅰㅲㅳㅶㅷㅺㅻㅼㅽㅾㆂㆃ і застарілі триграфи ㅩㅫㅴㅵ
- 10 простих голосних: ㅏㅓㅗㅜㅡㅣㅑㅕㅛㅠ, плюс застарілі ㆍ
- 11 дифтонгів: ㅐㅒㅔㅖㅘㅙㅚㅝㅞㅟㅢ, плюс застарілі ㆎㆇㆈㆉㆊㆋㆌ

Приголосні ㅊ (чхіит), ㅋ (кхіик), ㅌ (тхіит), і ㅍ (пхіип) є придиховими похідними від ㅈ (чіит), ㄱ (кійок), ㄷ (тігит) і ㅂ (піип) відповідно.
Подвійні букви: ㄲ (ссангійок: ссан- 쌍 «подвійний»), ㄸ (ссандігит), ㅃ (ссанбіип), ㅆ (ссансіот) і ㅉ (ссанджіит). Подвійне чамо використовується для позначення не здвоєного, а підсиленого звука.

### Письмове позначення чамо
Зовнішній вигляд літер хангиля було розроблено на науковій основі.
Для прикладу, приголосна чамо ㅌ (придихове т, [tʰ]) складається з 3 горизонтальних ліній, кожна з яких має свій зміст: верхня показує, що ㅌ — проривний звук, як і ㄱ (к / ґ), ㄷ (т / д), ㅂ (п / б), ㅈ (ч / дж), кожна з яких має таку лінію (остання буква — це африкат); середня лінія показує, що ㅌ належить до придихових приголосних, як і ㅎ (х), ㅋ (кх), ㅍ (пх), ㅊ (чх), які також мають таку лінію; зігнута нижня лінія показує, що ㅌ належить до корональних звуків, як і ㄴ (н), ㄷ (т / д), і ㄹ (л / р). Дві застарілі приголосні, ᇰ і ᇢ, мають подвійний звуковий вияв і складаються з двох елементів, поставлених на письмі один над одним для того, щоб представити ці два звукових вияви: задньоязиковий н ([ŋ]) / німий звук для ᇰ і [m]/ [w] для ᇢ.
Для голосних чамо коротка лінія, сполучена з головною лінією, показує, що звук має пару, що починається на звук й. Якщо таких паличок дві, це означає, що голосна починається на звук й. Положення палички показує, до якого початку по ідеології інь і ян належить голосна: «світлому» (зверху або справа) або «темному» (знизу або зліва). У сучасних чамо додаткова вертикальна паличка показує умлаут і відокремлює ㅐ([ε]), ㅔ ([e]), ㅚ ([ø]), ㅟ ([y]) від ㅏ ([a]), ㅓ ([ʌ]), ㅗ ([o]), ㅜ ([u]). Проте це не є навмисним дизайном, а швидше природним розвитком голосних з дифтонгів, що закінчуються на ㅣ ([i]). Дійсно, в багатьох корейських діалектах, включаючи офіційний сеульський діалект корейської мови, деякі з них є дифтонгами досі.
Окрім чамо, в хангилі спочатку застосовувався діакритичний знак для того, щоб показувати тоновий наголос. Склад з висхідним тоновим наголосом маркувався знаком крапки (·) зліва від нього (при вертикальному записі); склад з низхідним тоновим наголосом маркувався подвійною крапкою (:). Тепер такі знаки не використовуються. Хоча довгота голосних була і залишається фонемно значимою в корейській мові, в хангилі вона не показується.
Деякі риси хангиля відображають його зв'язок з монгольським алфавітом і, таким чином, з індійською фонологією, інші риси відображають вплив китайської писемності і фонології.

#### Письмове позначення приголосних
Літери, що позначають приголосні звуки, розпадаються на п'ять груп, кожна зі своєю базовою формою. З цієї бази отримують інші букви групи за допомогою додаткових паличок. У «Хунмін Чоним Хере» базові форми представляють артикуляцію язика, піднебіння, зубів і горла при вимовлянні цих звуків.
Назви груп взято з китайської фонетики:
- Задньопіднебінні приголосні (кор. 아음, 牙音 аим — «кореневий звук»)
  - ㄱ ([k]), ㅋ ([kʰ])
  - Базова форма: ㄱ являє собою вид збоку язика, піднятого до піднебіння. ㅋ утворюється від ㄱ додаванням палички, яка показує придих.
- Корональні приголосні (кор. 설음, 舌音 сорим — «язиковий звук»):
  - ㄴ ([n]) , ㄷ ([t]), ㅌ ([tʰ]), ㄹ (л / р)
  - Базова форма: ㄴ являє собою вид збоку кінчика язика, притиснутого до ясен. Букви, утворені з ㄴ, вимовляються з подібною артикуляцією. Паличка згори ㄷ показує проривний характер звука. Середня паличка ㅌ показує придих. Загорнута верхівка ㄹ показує вигин язику при його вимові.
- Губно-губні приголосні (кор. 순음, 唇音 суним — «губний звук»):
  - ㅁ ([m]) , ㅂ ([p]), ㅍ ([pʰ])
  - Базова форма: ㅁ являє собою лінію губ при їх контакті один з одним. Верхівка букви ㅂ вказує на проривний характер звука. Верхня паличка ㅍ вказує на придиховий характер звука.
- Шиплячі приголосні (кор. 치음, 齒音 чхіим — «зубний звук»):
  - ㅅ ([s̬]), ㅈ ([c]), ㅊ ([cʰ])
  - Базова форма: ㅅ первинно зображалася у вигляді клиноподібного ʌ, без засічки зверху. Він представляє вид зуба збоку. Паличка, що вінчає букву ㅈ, представляє проривний характер звука. Паличка в ㅊ вказує на придиховий характер звука.
- Глоткові приголосні (кор. 후음, 喉音 хуим — «горловий звук»):
  - ㅇ ([ʔ, ŋ]), ㅎ ([h])
  - Базова форма: ㅇ являє собою лінію горла. Первинно ㅇ записувався у дві букви, просте коло, яке позначало тишу (німа приголосна), і коло з вертикальною паличкою ㆁ для позначення задньоязикового н. Крім того, раніше використовувалася нині вже застаріла буква ㆆ, що представляла гортанне зімкнення, що позначала звук, який артикулювався горлом. Від цієї букви походить буква ㅎ, у якій додаткова паличка вказує на придих.

#### Письмове позначення голосних
Запис голосних літер складається з трьох елементів:
- Горизонтальна лінія, що символізує Землю, як квінтесенція початку інь.
- Точка, що символізує Сонце, як квінтесенція початку ян. При накресленні пензликом точка перетворюється в коротку лінію.
- Вертикальна лінія, що символізує людину, як сутність, що розташовується між Землею і Небом.

Точки (тепер короткі лінії) було додано до цих базових елементів для того, щоб відокремити прості голосні чамо:
- Прості голосні
  - Горизонтальні: голосні заднього і змішаного ряду.
    - світле кор. ㅗ (о / у)
    - темне кор. ㅜ (у)
    - темне кор. ㅡ (и)

  - Вертикальні: голосні переднього ряду. (кор. ㅓ (о) в процесі розвитку мови мігрував у бік заднього ряду).
    - світле кор. ㅏ (а)
    - темне кор. ㅓ (о / а)
    - нейтральне кор. ㅣ (і)
- Складові чамо. Звуки о або у перед а або о стають коротким звуком [w]. При утворенні складових голосних має бути присутня гармонія голосних.
  - кор. ㅘ = кор. ㅗ + кор. ㅏ
  - кор. ㅝ = кор. ㅜ + кор. ㅓ
  - кор. ㅙ = кор. ㅗ + кор. ㅐ
  - кор. ㅞ = кор. ㅜ + кор. ㅔ

Складові чамо, що закінчуються на кор. ㅣ (і), спочатку були дифтонгами. Проте поступово більшість з них стала чистими голосними:
- - кор. ㅐ = кор. ㅏ + кор. ㅣ
  - кор. ㅔ = кор. ㅓ + кор. ㅣ
  - кор. ㅙ = кор. ㅘ + кор. ㅣ
  - кор. ㅚ = кор. ㅗ + кор. ㅣ
  - кор. ㅞ = кор. ㅝ + кор. ㅣ
  - кор. ㅟ = кор. ㅜ + кор. ㅣ
  - кор. ㅢ = кор. ㅡ + кор. ㅣ

- Голосні на й: такі звуки утворюються додаванням до голосної літери другої короткої палички. З семи базових голосних чотири можуть використовуватися зі звуком й попереду. (Через вплив китайської каліграфії точки стали записуватися впритул до головної лінії: кор. ㅓ ㅏ ㅜ ㅗ.) Три інші голосні записуються однією лінією: кор. ㅡ ㆍ ㅣ.

Утворення голосних на й:
- - кор. ㅑ з кор. ㅏ
  - кор. ㅕ з кор. ㅓ
  - кор. ㅛ з кор. ㅗ
  - кор. ㅠ з кор. ㅜ

Для дифтонгів:
- - кор. ㅒ з кор. ㅐ
  - кор. ㅖ з кор. ㅔ

Система гармонії голосних в корейській мові XV століття була послідовнішою, ніж у сучасній мові. Голосні в граматичних морфемах змінювалися відповідно до сусідніх звуків, розпадаючись на дві групи, які гармоніювали одна з одною. Це впливало на морфологію мови, а корейська фонологія пояснювала ці дві групи з позицій поділу на інь і ян: якщо біля кореня слова були ян ( світлі) голосні, то більшість суфіксів, які могли використовуватися з цим коренем, також повинні були мати голосні ян, і навпаки, голосні  інь (темні) поєднувалися з суфіксами, що також містять голосні інь. Також була третя група, що була проміжною (нейтральною). Такі голосні могли поєднуватися з іншими голосними з обох груп.
Нейтральна голосна — це кор. ㅣ (і). Голосні інь — це кор. ㅡ ㅜ ㅓ (и, у, о); (точка внизу або зліва — напрямки інь). Голосні ян — це кор. ㆍ ㅗ ㅏ (е, о, а) (точка вгорі або праворуч — напрямки ян). Документ «Хунмін Чоним Хере» декларує, що форми літер без точок (кор. ㅡ ㆍ ㅣ) слід вибирати так, щоб вони символізували базові начала інь, ян і те, що між ними: Землю, Небо і Людину (літера кор. ㆍ (е) зараз не використовується).
Також в записі голосних хангиль використовується третій параметр: використання кор. ㅡ як графічна база для кор. ㅜ і кор. ㅗ, і кор. ㅣ як графічна база для кор. ㅓ і кор. ㅏ. Причиною поділу є звучання цих літер в XV столітті. Зараз існує невизначеність з цими трьома голосними: кор. ㆍ ㅓ ㅏ. Деякі мовознавці наполягають на вимові * a, * ɤ, * e, тоді як інші — на вимові * ə, * e, * a. Проте горизонтальні голосні кор. ㅡ ㅜ ㅗ всі є голосними заднього ряду [* ɯ, * u, * o] і таким чином формують однорідну фонетичну групу.

### Порядок літер
Алфавітний порядок літер в абетці хангиль не передбачає змішання приголосних і голосних. Порядок схожий з аналогами з індійських мов, спочатку задньопіднебінні звуки, потім коронарні, губні, шиплячі й так далі. Однак, на відміну від індійських мов, голосні йдуть за приголосними, а не передують їм.
Сучасний алфавітний порядок було затверджено Чхве Седжіном 1527 року ще перед тим, як з'явилися подвійні літери, що відображають сильні приголосні, і до поділу літер ㅇ та ㆁ. Таким чином, коли південнокорейський та північнокорейський уряд надавали офіційний статус абетці хангиль, вони розмістили ці літери по-різному.

#### Південнокорейський порядок
Південнокорейський порядок приголосних чамо:
кор. ㄱ ㄲ ㄴ ㄷ ㄸ ㄹ ㅁ ㅂ ㅃ ㅅ ㅆ ㅇ ㅈ ㅉ ㅊ ㅋ ㅌ ㅍ ㅎ
Подвійні чамо розташовані безпосередньо після своїх одиничних. Немає відмінності між німим і носовим кор. ㅇ.
Порядок голосних чамо:
кор. ㅏ ㅐ ㅑ ㅒ ㅓ ㅔ ㅕ ㅖ ㅗ ㅘ ㅙ ㅚ ㅛ ㅜ ㅝ ㅞ ㅟ ㅠ ㅡ ㅢ ㅣ
Сучасні монофтонги йдуть першими до похідних форм: спочатку додається і, потім форма на й. Дифтонги, що починаються на короткий у, упорядковані згідно з вимовою: як кор. ㅏ або кор. ㅓ плюс друга голосна, а не як окремі диграфи.

#### Північнокорейський порядок
У Північній Кореї прийнято традиційніший порядок:
кор. ㄱ ㄴ ㄷ ㄹ ㅁ ㅂ ㅅ ㅇ (носові задньоязичні н) кор. ㅈ ㅊ ㅋ ㅌ ㅍ ㅎ ㄲ ㄸ ㅃ ㅆ ㅉ ㅇ (німа)
Перша кор. ㅇ є носовим звуком кор. ㅇ, який може стояти тільки в кінці складу. кор. ㅇ, що використовується на початку, стоїть в алфавіті останньою, тому що вона завжди передує голосній літері.
Нові літери, подвійні чамо, розташовані в кінці ряду приголосних, перед німим кор. ㅇ, для того, щоб не порушувати порядок традиційного алфавіту.
Порядок голосних:
кор. ㅏ ㅑ ㅓ ㅕ ㅗ ㅛ ㅜ ㅠ ㅡ ㅣ ㅐ ㅒ ㅔ ㅖ ㅚ ㅟ ㅢ ㅘ ㅝ ㅙ ㅞ
Усі диграфи та триграфи разом з колишніми дифтонгами ㅐ та ㅔ, розташовані після базових голосних, зберігаючи таким чином традиційний алфавітний порядок.

## Склади
За винятком деяких застарілих граматичних морфем, в хангилі літери завжди об'єднуються в склади, що складаються з двох, трьох, рідше чотирьох чамо: приголосна літера обов'язково починає склад і називається початковою (чхосон, 초성, 初 声), голосна або дифтонг йде слідом і називається серединною літерою (чунсон, 중성, 中 声). Склад може завершувати (але необов'язково) приголосна (диграф з приголосних), що називається завершальною (чонсон, 종성, 终 声). Якщо в складі немає явної початкової приголосної, він повинен починатися на німу кор. ㅇ. Таким чином, склад у хангилі складається мінімум з двох чамо.
Кількість початкових і кінцевих приголосних нерівна. Наприклад, кор. ㅇ, що позначає носове задньоязичне н, ставиться тільки в кінці складу, тоді як подвійні літери (за винятком кор. ᆻ і кор. ᆩ) можуть з'являтися тільки на початку складу.
Позиція літери в складі визначається стандартними правилами, що залежать від форми літери:
- Компоненти складних чамо, такі, як ㅄ (пс), ㅝ (уо) або застарілі ㅵ (пст), ㆋ (уйе), записуються зліва направо.

- Серединні літери записуються під початковими або праворуч від них, а в разі дифтонгів можуть «обіймати» початкову літеру знизу і справа: якщо серединна літера горизонтальна, як ㅡ (и), тоді вона записується під початковою, якщо вертикальна, як ㅣ (і), то праворуч, якщо поєднує обидва стилі, як ㅢ (ий), то «обіймає» початкову літеру знизу і справа.

| початкова | серединна |

| початкова |
| серединна |

| початкова     | 2-а серединна |
| 1-а серединна | 2-а серединна |

- Завершальна літера, якщо вона одна, завжди записується знизу, під серединною. Така літера називається «патчхім» (받침)

| початкова   | серединна |
| завершальна |           |

| початкова   |
| серединна   |
| завершальна |

| початкова     | 2-а серединна |
| 1-а серединна | 2-а серединна |
| завершальна   |               |

Склади завжди записуються в фонетичному порядку, початкова-серединна-завершальна, тому:
- Склади з горизонтальною серединною записуються зверху вниз: 읍 (ип);
- Склади з вертикальною серединною і простою завершальною записуються за годинниковою стрілкою: 쌍 (ссан);
- Склади з серединною, що «обіймає» інші, переводять напрям запису (вниз-вправо-вниз): 된 (ня);
- Склади з завершальними диграфами записуються зліва направо і зверху вниз: 밟 (пальп).

### Приклади будови складів
Серединна ‹i› ㅣ та похідні від неї: початкова приголосна — ліворуч.
Наприклад: ‹ha›, ‹hi›, ‹he›:
Серединна ‹ɯ› ㅡ та похідні: початкова приголосна згори.
Наприклад: ‹ho›, ‹hɯ›, ‹hu›:
Дифтонги, які мають як горизонтальну, так і вертикальну риску: початкова ліворуч згори.
Наприклад: ‹hwa›, ‹hɰi›, ‹hwe›:
Завершальна приголосна завжди розміщена внизу.
Приклади: ‹hak›, ‹hok›, ‹hwak›:
Одержаний склад записується у квадрат такого ж розміру і форми, як і в ханчі.
Без застарілих чамо хангиль має 11 172 можливих складів.

## Стиль
Писати на хангилі можна як зверху вниз, так і зліва направо. Традиційним стилем, який прийшов з Китаю, є запис зверху вниз, причому стовпчики йдуть справа наліво. Горизонтальний запис було запропоновано Чу Сигеніом, що зараз практично став стандартом.
Згодом було розроблено каліграфічний стиль запису на хангилі, який мав багато спільного з китайською каліграфією. Такий стиль називається «Менджо» й зараз використовується в образотворчому мистецтві, книгах та журналах. Крім того, деякі комп'ютерні шрифти для корейської мови також виконані в стилі Менджо.
У XX столітті розглядався проект реформи абетки хангиль, що передбачав запис літер в лінійному порядку, як у західних алфавітах: ㄱ ㅡ ㄴ (кин). Проте реформа не була реалізована.

## Хангиль в Юнікоді
В Юнікоді можна кодувати як цілі групи літер (діапазон Hangul Syllables,  U + AC00  …  U + D7A3 ), так і літери окремо (діапазон Hangul Jamo,  U +1100  …  U +11 FF ) — в останньому випадку друкувальний пристрій має сам формувати з них групи.
Склади з діапазону  Hangul Syllables розсортовані в південнокорейському алфавітному порядку. Вони розбиті на 19 груп по 588 складів, кожна група складається зі складів, що починаються з однієї й тієї ж приголосної. Так,  U + AC00  …  U + AE4B  — склади, що починаються з кійок,  U + AE4C  …  U + B097  — з ссангійок, і так далі. У свою чергу кожна група ділиться на 21 підгрупу (за центральними голосними) з 28 складів (за кінцевим приголосним). Таким чином, номер складу в Юнікоді можна розрахувати за формулою:
0xAC00 + (номер початкової приголосної мінус один) × 588 + ( номер голосної мінус один) × 28 + ( номер кінцевої приголосної або 0)
Наприклад, для складу 엄 номер початкової приголосної дорівнює 12, номер голосної дорівнює 5, номер кінцевої приголосної дорівнює 16, отже, в Юнікоді він має номер  0xC5C4 = 0xAC00 + 0x1944 + 0x0070 + 0x0010 .

## Транскрипція

### Кирилізація
У середині 1950-х років професор О. О. Холодович розробив систему транскрипції абетки хангиль з використанням кирилиці. Незабаром ця система була доопрацьована Львом Концевичем. Система Концевича відрізняється від системи Холодовича використанням дж замість чж для опису звуку, що передається літерою ㅈ в інтервокальній позиції, а також злитим написанням корейських імен.
Зараз система Концевича стала фактично стандартом транскрибування корейської мови як російською, та і українською мовами.

### Романізація
Існує декілька систем передачі корейських слів латиницею:
- Нова латинська транскрипція (нова романізація) — прийнята в 2000 році в Південній Кореї.
- Система Макк'юна-Райшауера — прийнята 1937 року, в Північній Кореї використовувалася як офіційна до 1992 року, у Південній — до 2000 року.
- Система Мартіна (Єльська система латинізації корейської мови) — розроблена у 1960—1970-х роках, використовують її переважно американські, деякі європейські та корейські лінгвісти.